# Gedraaide vijfhoekige dubbelkoepel
Een gedraaide vijfhoekige dubbelkoepel is in de meetkunde het johnsonlichaam J31. Deze ruimtelijke figuur kan worden geconstrueerd door twee vijfhoekige koepels met hun congruente grondvlakken 36° gedraaid op elkaar te plaatsen. Hetzelfde geldt voor een vijfhoekige orthogonale dubbelkoepel J30, maar het verschil is dat de vijfhoekige koepels in de beide lichamen 36° verschillend ten opzichte van elkaar zijn gedraaid.
De 92 johnsonlichamen werden in 1966 door Norman Johnson benoemd en beschreven.
- (en)  Gedraaide vijfhoekige dubbelkoepel op MathWorld